# 해보 (수호전)

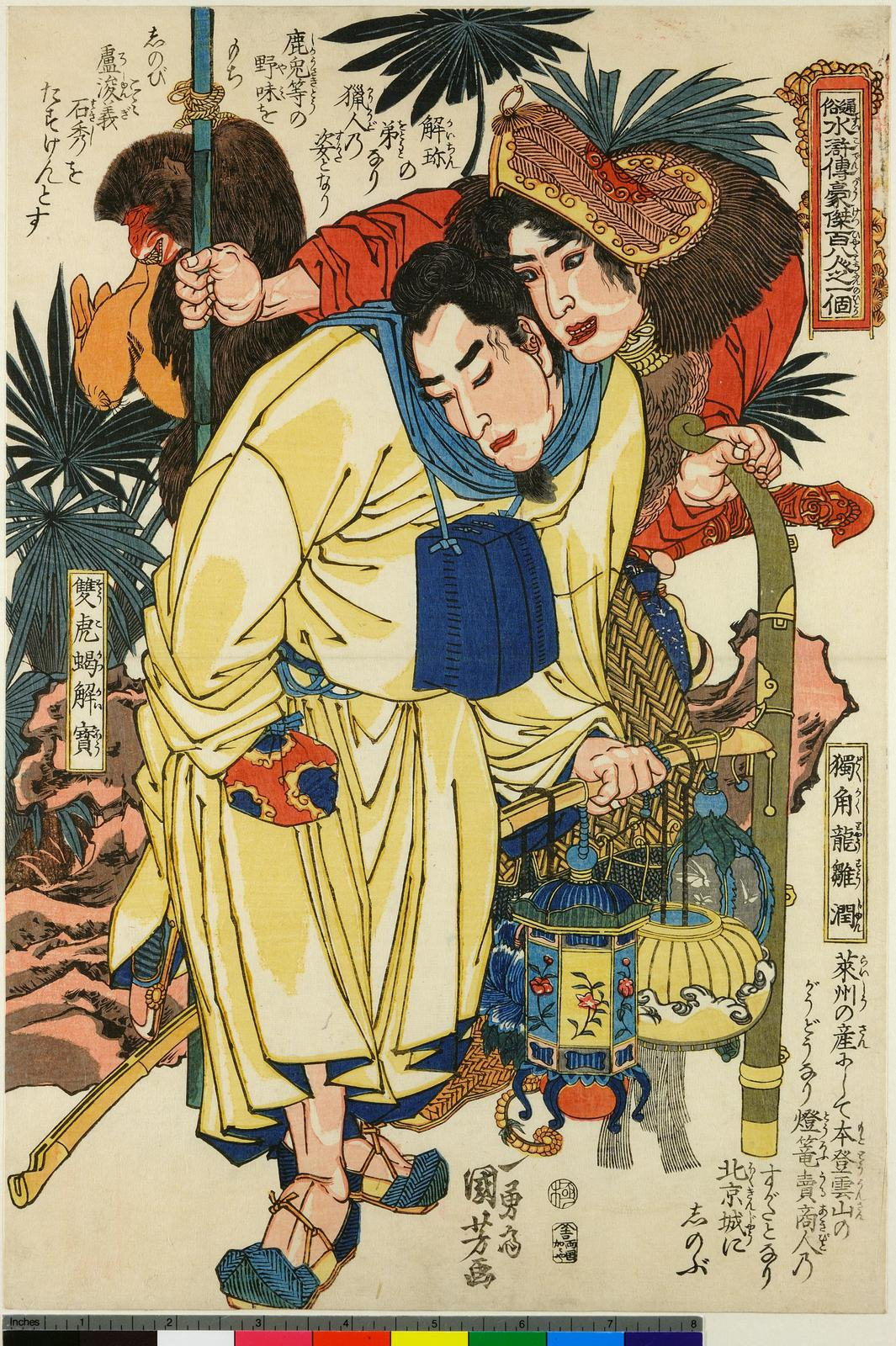

해보(解寶)는 중국의 사대기서(四大奇書) 중 하나인 《수호전》(水滸傳)에 등장하는 인물로, 108성 중 35위이자 천강성(天罡星)의 천곡성(天哭星)에 해당한다. 등주의 사냥꾼으로 친형인 해진과 마찬가지로 점강차를 무기로 쓴다. 그 밖에 다리에 검을 매고 있다. 고대수는 사촌 누나. 성격이 급하고, 형보다 색이 검고 동그란 얼굴. 양 다리의 허벅지에 비천야차 문신을 하고 있다. '두 꼬리의 전갈'을 뜻하는 쌍미갈(雙尾蠍)이 별호이다.

## 생애
일찍 두 부모를 여의고, 형 해진과 둘이서 등주에서 사냥꾼 노릇을 하고 있었다. 관아에서 호랑이 사냥을 명령하자 형과 함께 산에 들어가 덫을 놓는다. 호랑이에게 독화살을 쏘지만 등주의 부자인 모태공의 저택으로 떨어진다. 두 사람은 저택을 찾지만 공을 가로채려던 모태공에 의해 호랑이는 숨겨지고 만다. 모태공은 호랑이를 돌려달라는 두 사람에게 강도라고 누명을 씌우고 해진과 해보는 모태공의 사위인 공목(재판관) 왕정에 의해 감옥에 갇히게 된다. 친척인 악화와 손립, 손신 형제의 구출로 감옥을 깨고 나와서 모태공·모중의 부자 일가 및 왕정 등을 살해하고 양산박으로 피신하기 위해 등주를 떠난다. 때마침 양산박은 축가장과의 싸움에 고전하고 있었고 해씨 형제와 손씨 일가는 축가장 편드는 척 잠입해 내응해 싸움을 승리로 이끌었다.
양산박에서는 보군 두령이 되어 사냥꾼의 기술을 활용하여 정찰 행동 등에 활약하였고, 화주 공격이나 북경대명부 공략에서는 변장하고 잠입하였으며, 화주 공격에서는 무도인 하태수를 토벌하였다. 또 증두시 전투에서는 해진과 함께 증가의 둘째 아들 증밀의 목을 들었다. 108명이 양산박에 모인 후에도 보병군 두령으로 활약한다. 요나라와의 전쟁에서는 절벽에 고립된 노준의군의 거처를 밝혀내 구출에 크게 기여했다. 전호, 왕경과의 싸움에서도 적장을 여러 차례 쳐내 산중에서 헤매던 양지를 구출하는 공을 세우지만 경영에게 패해 동생과 적군에게 사로잡히기도 했다.
방랍 토벌전에서도 산중으로 달아난 패잔병을 소탕하는 등 활약을 많이 했지만 오룡령 공격 때 적군이 산악 지대의 관소에 틀어박혀 형과 둘이서 산을 타고 잠입을 시도한다. 암벽을 기어오르던 중 그 소리를 적군에게 들켜 형이 추락사하고 당황한 해보는 되돌아가려하지만 적군으로부터 활과 돌을 맞고 사망한다. 방랍군은 형제의 시신을 나무에 매달아버린다. 넋을 잃은 송강은 시신을 수습하기 위해 군을 진격하다 적의 함정에 빠진다.